# 10 Korpus Strzelecki (ZSRR)

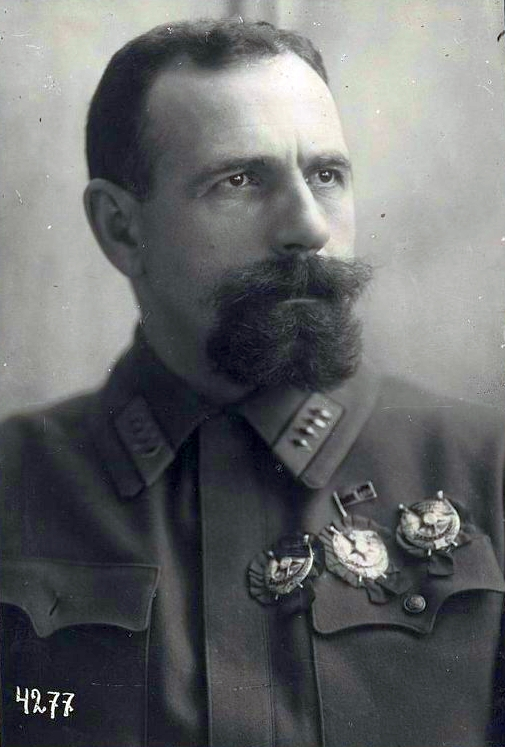
Pawieł Dybienko, jeden z dowódców 10 KS.

10 Korpus Strzelecki (ros. 10-й стрелковый корпус) – wyższy związek taktyczny Armii Czerwonej.

## Formowania i walki
Sformowany został w 1922 roku. W 1939 roku wchodził w skład 3 Armii i wraz z wojskami III Rzeszy i Słowacji brał udział w ataku na Polskę. Następnie w składzie 7 Armii uczestniczył w wojnie radziecko-fińskiej. W 1941 roku, w czasie niemieckiego ataku na Związek Radziecki korpusem należącym do 8 Armii dowodził gen. mjr Iwan Nikołajew. W tym czasie w 10 KS służyło około 25 000 żołnierzy, którzy mieli do dyspozycji 453 działa i moździerze oraz 12 czołgów. Już na początku niemieckiego ataku 90 Dywizja została rozbita a resztki korpusu wycofały się do Rygi. Tam 10 KS został wzmocniony 22 Zmotoryzowaną Dywizją Strzelecką NKWD, ale i tak pod naporem wojsk niemieckich musiał wycofać się z miasta. W kolejnych walkach uczestniczył pod Tallinnem, skąd 28 sierpnia został ewakuowany do Kronsztadu. W dniu 10 września 1941 roku 10 KS został rozwiązany.
10 KS był formowany jeszcze dwukrotnie. W czasie trzeciego (ostatniego formowania) mającego miejsce w 1943 roku został włączony w skład 58 Armii. Szlak bojowy zakończył w składzie 51 Armii uczestniczącej w likwidacji niemieckich wojsk odciętych w tzw. kotle kurlandzkim.

## Dowództwo korpusu
Dowódcy:
- Pawieł Dybienko (1924-1925)[5]
- Komdiw Jewgienij Jegorow[6]
- gen. mjr Iwan Nikołajew[2]
- gen. mjr Aleksandr Pychtin (3.02.1943 – 17.03.1943)
- gen. mjr Konstanty Niewierow (od 17.03.1943 do czerwca 1948)[4]

Szefowie sztabu:
- płk Lew Samoiłow[6]

## Struktura organizacyjna
Skład w 1939 roku:
jednostki korpuśne oraz
- 115 Dywizja Strzelecka
- 126 Dywizja Strzelecka

Skład 22 czerwca 1941 roku:
- 10 Dywizja Strzelecka
- 48 Dywizja Strzelecka
- 90 Dywizja Strzelecka